# Приштина, Хасан
Хасан Приштина (алб. Hasan Prishtina; настоящее имя Хасан Бериша, Hasan Berisha; 1873, Вучитрн, Османская империя (ныне — в Республике Косово) — 1933, Фессалоники) — албанский политик, премьер-министр Албании в декабре 1921 года.

## Биография
Хасан Бериша окончил французскую гимназию в Фессалониках, изучал политологию и право в Стамбульском лицее. Он изменил свою фамилию на Приштина, когда был в 1908 г. избран членом Турецкого меджлиса (парламента).
В 1911 году — после того как османское правительство не сдержало обещаний о предоставлении определённых прав и свобод албанцам, — Хасан Приштина с некоторыми другими албанскими интеллектуалами создали Албанское национальное движение. Вместе с Исой Болетини (при личной неприязни к нему) и Байрамом Цурри, Приштина дал толчок развитию Албанского национального движения в Косове. Хасан Приштина — руководитель Албанского восстания 1912 года, которое началось в его родном Вучитрне. Во ходе восстания Приштина выступил с проектом создания биэтничной албано-болгарской державы в Северной Македонии и сопредельных районах. Данную идею активно поддержал британский консул в Скопье. Однако, в том же 1912 году сербские войска вошли в Вучитрн, и Хасан Приштина ретировался в Албанию.
В декабре 1913 году Приштина занял пост министра сельского хозяйства в правительстве Исмаила Кемали. В марте 1914 г. назначен министром почт.
В годы Первой мировой войны Приштина формировал отряды добровольцев, сражавшихся на стороне Австро-Венгрии. В 1918 г. Приштина, вместе с Байрамом Цурри, выехал в Вену. Затем проживал в Риме.
В 1921 году Хасан Приштина возглавил албанское правительство, но из-за противоречий, которые он имел с Ахметом Зогу, долго на этом посту Приштина не задержался. После этого он продолжил свою деятельность в парламенте. В декабре 1926 г. Хасан Приштина был вынужден покинуть Албанию.
15 июня 1931 г. в Вене скоропостижно скончалась супруга Хасана Приштины. В том же году Приштина угодил в тюрьму в Белграде. Он вышел на свободу в начале 1933 года. 14 апреля 1933 года Хасан Приштина, Ванчо Михайлов и Анте Павелич разработали проект совместной борьбы ВМРО, УХРО и косовских албанцев против диктатуры Александра Карагеоргиевича.
Хасан Приштина был убит в Фессалониках, в октябре 1933 года, албанцем Ибрагимом Чело.